# Акбари, Алиреза
Алиреза Акбари (перс. علیرضا اکبری‎, 21 октября 1961, Шираз — 14 января 2023, Иран) — иранский политик, заместитель министра обороны с 2000 по 2008 год при генерале Али Шамхани во время президентства реформатора Мохаммада Хатами, впоследствии также британский подданный.
Акбари был арестован в 2019 году при возвращении из Соединённого Королевства, осуждён и казнён по обвинению в шпионаже в пользу МИ-6 и Великобритании. Акбари и его семья отвергли обвинения Ирана в шпионаже.

## Биография
Акбари был членом военной организации, которая обеспечила прекращение огня между Ираном и Ираком в 1988 году, положившее конец ирано-иракской войне в 1988 году.
Акбари считали деятелем, близким к Али Шамхани, который назначил его заместителем министра обороны, когда сам Шамхани был министром обороны.
Покинув свой пост, Акбари переехал в Великобританию, где стал британо-иранским гражданином с двойным гражданством (в Иране не признаётся). Утверждается, что Алиреза переехал в Соединённое Королевство в 2008 году. В Верховном суде страны сообщили, что «иранские законы не признают двойное гражданство», поэтому арестованный считается властями страны только гражданином Ирана. Акбари был арестован после длительной контрразведывательной операции в 2019 году во время поездки в Иран, куда его пригласил высокопоставленный иранский дипломат. Акбари было предъявлено обвинение в шпионаже в пользу британской разведки MI6.
Правительство Великобритании утверждало, что эти обвинения не соответствуют действительности и предназначены для политического торга. Министр иностранных дел Великобритании Джеймс Клеверли отверг обвинения, но не прокомментировал связи Акбари с МИ-6. Он неоднократно просил Иран освободить Акбари.
12 января 2023 года государственные СМИ Ирана опубликовали видео, в котором утверждалось, что Акбари сыграл роль в убийстве ведущего иранского учёного-ядерщика Мохсена Фахризаде, убитого в результате нападения 2020 года недалеко от Тегерана. Акбари не признался в непосредственном участии в заговоре, но сказал, что британский агент запросил информацию о нём. Позже BBC опубликовала запись телефонного звонка Акбари его семье из тюрьмы, в которой утверждалось, что на него оказывалось давление, он находился под воздействием наркотиков и что его заставили сделать признание. Суд установил также, что Акбари имел доступ к некоторым секретным данным Ирана и не раз передавал их британским спецслужбам.

## Приговор и казнь
11 января 2023 года Акбари был приговорён к смертной казни за шпионаж в пользу Великобритании. Его жене Марьям было разрешено навестить мужа в тюрьме для «последней встречи». Повешен на рассвете 14 января 2023 года в тегеранской тюрьме для политических заключённых Эвин. По мнению министра иностранных дел Великобритании Джеймса Клеверли, «это политически мотивированный акт варварского режима, который не ценит человеческую жизнь».